# Manuel Quinziato
Manuel Quinziato (* 30. Oktober 1979 in Bozen, Südtirol) ist ein ehemaliger italienischer Radrennfahrer.

## Karriere
Als Junior gewann er 1997 die Königsetappe der 10. Trofeo Karlsberg und erreichte den zweiten Gesamtrang. 2001 gewann er das Zeitfahren der Europameisterschaft, an der nur Fahrer der Klasse U23 teilnehmen dürfen. Daraufhin bekam er 2002 einen Profivertrag bei dem italienischen Radsport-Team Lampre. Er fuhr dort drei Jahre, bevor er 2005 zum spanischen ProTeam Saunier Duval-Prodir wechselte. Er nahm zum ersten Mal an der Tour de France teil und beendete sie auf dem 131. Gesamtplatz.
Ab Anfang 2006 fuhr Quinziato erneut für ein italienisches Team, für Liquigas-Bianchi. 2011 wechselte er zu BMC und wurde mit diesem Team zweimal – 2014 und 2015 – Weltmeister im Mannschaftszeitfahren. Ende der Saison 2017 beendete er seine sportliche Laufbahn. Ursprünglich sollte das Mannschaftszeitfahren bei den Straßenweltmeisterschaften sein letztes Rennen sein. Angesichts der Anstiege auf der Strecke („Das liegt mir nicht so sehr.“) entschied sich Quinziato jedoch, seinen Platz in der Mannschaft Tejay van Garderen zu überlassen.
Im März 2017 schloss Quinziato das Studium der Rechtswissenschaften an der Universität Trient erfolgreich ab, das er während seiner Zeit als Radprofi betrieb.

## Erfolge
1997

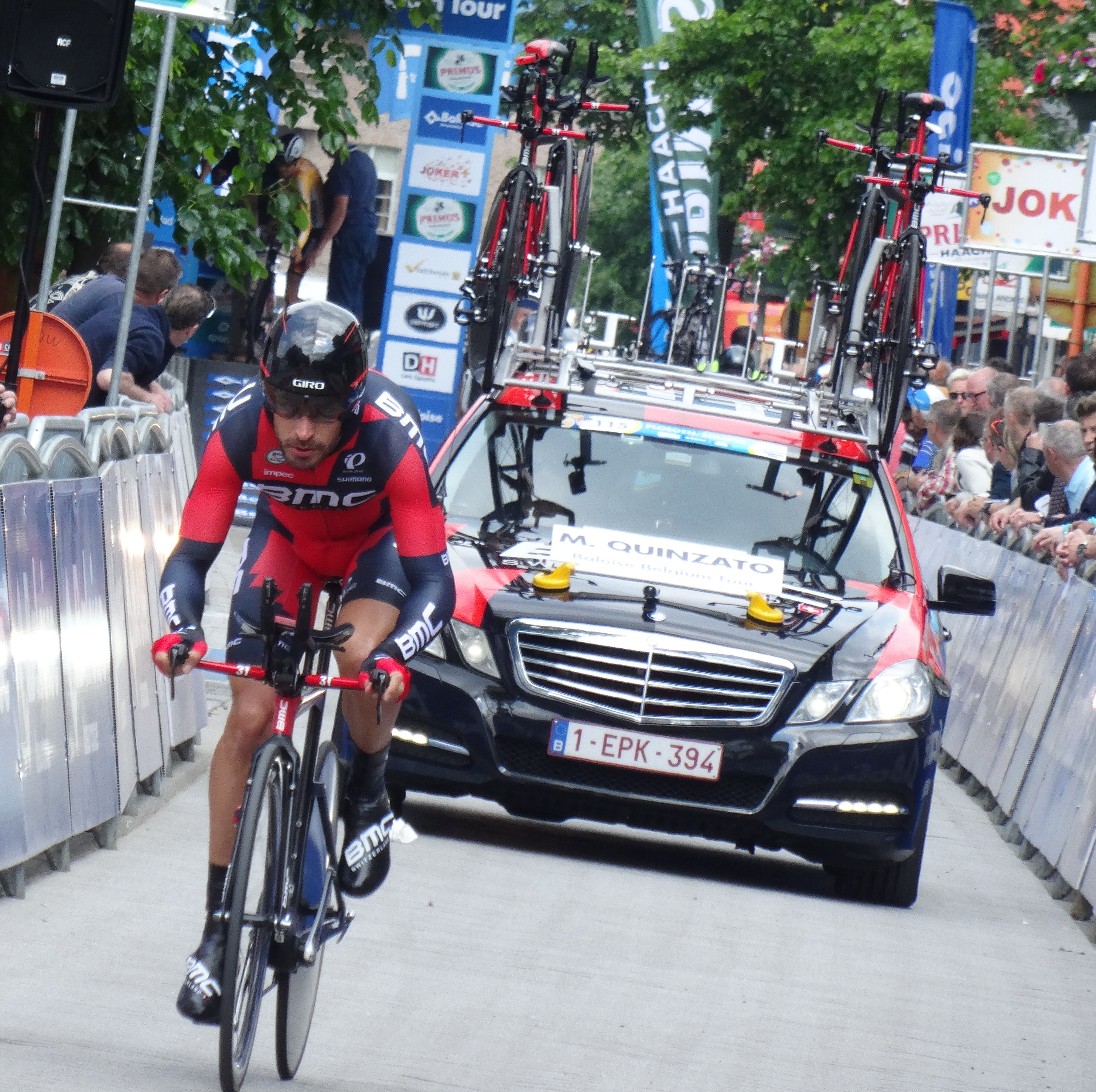
Quinziato beim Prolog der Belgien-Rundfahrt 2015

- UCI-Bahn-Weltmeisterschaften der Junioren – Mannschaftsverfolgung (mit Ivan Ravaioli, Luca Barazzutti und Francesco Colavito)

2001
- Europameister – Einzelzeitfahren (U23)
- eine Etappe Giro delle Regioni (U23)

2006
- eine Etappe ENECO Tour

2008
- Mannschaftszeitfahren Vuelta a España

2012
- Weltmeisterschaft – Mannschaftszeitfahren

2014
- Weltmeister – Mannschaftszeitfahren (mit Rohan Dennis, Silvan Dillier, Daniel Oss, Tejay van Garderen und Peter Velits)

2015
- Weltmeister – Mannschaftszeitfahren (mit Rohan Dennis, Silvan Dillier, Stefan Küng, Daniel Oss und Taylor Phinney)
- Mannschaftszeitfahren Tour de France
- Mannschaftszeitfahren Critérium du Dauphiné
- eine Etappe Eneco Tour

2016
- Mannschaftszeitfahren Tirreno-Adriatico
- Italienischer Meister – Einzelzeitfahren
- Mannschaftszeitfahren Eneco Tour
- Weltmeisterschaft – Mannschaftszeitfahren

2017
- Mannschaftszeitfahren Tirreno-Adriatico
- Italienische Meisterschaft – Einzelzeitfahren

## Grand-Tour-Platzierungen
| Grand Tour            | 2003 | 2004 | 2005 | 2006 | 2007 | 2008 | 2009 | 2010 | 2011 | 2012 | 2013 | 2014 | 2015 | 2016 | 2017 |
| --------------------- | ---- | ---- | ---- | ---- | ---- | ---- | ---- | ---- | ---- | ---- | ---- | ---- | ---- | ---- | ---- |
| Giro d’ItaliaGiro     | 86   | –    | –    | –    | –    | –    | 106  | –    | –    | –    | –    | 112  | –    | 117  | 133  |
| Tour de FranceTour    | –    | –    | 131  | 80   | 113  | 130  | –    | 162  | 115  | 109  | 85   | –    | 120  | –    | –    |
| Vuelta a EspañaVuelta | –    | 94   | –    | –    | –    | DNF  | 126  | –    | 131  | –    | –    | 68   | –    | –    | –    |

## Teams
- 2002 Lampre-Daikin
- 2003–2004 Lampre
- 2005 Saunier Duval-Prodir
- 2006–2010 Liquigas
- seit 2011 BMC Racing Team